# HMS Monmouth (1901)
O HMS Monmouth foi um cruzador blindado operado pela Marinha Real Britânica e a quarta embarcação da Classe Monmouth. Sua construção começou em agosto de 1899 nos estaleiros da London and Glasgow Shipbuilding em Govan e foi lançado ao mar em novembro de 1901, sendo comissionado na frota britânica em dezembro de 1903. Era armado com uma bateria principal composta por catorze canhões de 152 milímetros montados em duas torres de artilharia duplas e em casamatas, tinha um deslocamento de dez mil toneladas e alcançava uma velocidade máxima de 23 nós.
O Monmouth teve um início de carreira tranquilo, servindo na Frota do Canal e depois no Sudeste Asiático. Voltou para casa em 1913 e foi colocado na reserva, porém voltou a ativa no ano seguinte depois do início da Primeira Guerra Mundial. Foi enviado para a América do Sul com o objetivo de caçar navios corsários alemães e proteger navios mercantes Aliados. Juntou-se a uma esquadra de outros navios britânicos na área para procurar a Esquadra da Ásia Oriental alemã. As duas forças se enfrentaram em 1º de novembro na Batalha de Coronel, em que o Monmouth foi afundado.